# Plagiostenopterina rufa
Plagiostenopterina rufa är en tvåvingeart som beskrevs av Friedrich Georg Hendel 1914. Plagiostenopterina rufa ingår i släktet Plagiostenopterina och familjen bredmunsflugor.
Artens utbredningsområde är Sri Lanka. Inga underarter finns listade i Catalogue of Life.